# Adicocrita araria
Adicocrita araria är en fjärilsart som beskrevs av Achille Guenée 1857. Adicocrita araria ingår i släktet Adicocrita och familjen mätare. Inga underarter finns listade i Catalogue of Life.